# Dušan Antonijević
Dušan Antonijević (* 13. Dezember 1912 in Belgrad, Serbien; † 10. Juli 1986 ebenda) war ein jugoslawischer Schauspieler.

## Leben
Antonijević wurde vor allem durch seine Rollen in Karl-May-Filmen bekannt. In den 1965 entstandenen Winnetou-Filmen Winnetou 3. Teil und Old Surehand 1. Teil spielte er jeweils Indianerhäuptlinge, die nach der Ermordung ihrer Söhne von blinder Rachsucht getrieben sind. Er war Sohn des Schauspielers Jovan Antonijević Djedo und begann seine Karriere erst in den 1950er Jahren. Antonijević war in etlichen europäischen Ko-Produktionen zu sehen. Verheiratet war er mit seiner Kollegin Dušanka-Duda Antonijević.

## Filmografie (Auswahl)
- 1953: Pozari u gradu
- 1964: Der Schut
- 1965: Winnetou 3. Teil
- 1965: Old Surehand 1. Teil
- 1966: Kommissar X – Jagd auf Unbekannt
- 1966: Winnetou und sein Freund Old Firehand